# الحملة الزيدية على نجران (897)
الحملة الزيدية على نجران (897) حملة عسكرية بقيادة إمام اليمن الهادي يحيى بن الحسين للاستيلاء على نجران في أواخر شهر جمادى الآخرة سنة 284هـ الموافق ميلادياً يوليو سنة 897م.

## الاحداث
قد وصل الإمام الى صعدة واستولى عليها وقضى على فتنة أهل خولان في صعدة وأمر بتفريق ربع زكاة الطعام في الفقراء والايتام ومكث بصعدة أياماً ثم نهض الى اليمن ويدعوا الناس الى الجهاد في سبيل الله وفي شهر جمادى الأخر سنة 284 هـ الموافق سنة 897 ميلادياً زحف من اليمن الى نجران بجموع كثيرة من خولان وغيرهم والتقى بقبائل وادعة وشاكر ويام والأخلاف مستبشرين بقدومه فهبت أعيانها الى مبايعته وتقديم الولاء والطاعة والباعث لهم على ذالك ما جرا بينهم وبين بني الحارث أهل نجران من الحروب الشديدة والأهوال العديدة فسار بهم الإمام يحيى بن الحسين الملقب بالهادي الى نجران وتلقاه بني الحارث فأصلح بينهم وبين أعدائهم وأخذ عليهم المواثيق الأكيدة بالإتفاق وترك الشقاق وبايعوه جميعهم وبهذا استطاع الإمام يحيى بن الحسين الهادي السيطرة على كامل نجران دون أدنى مقاومة لتدخل كافة نجران في طاعته وفي حوزة الزيدية.